# Queima de gases do petróleo

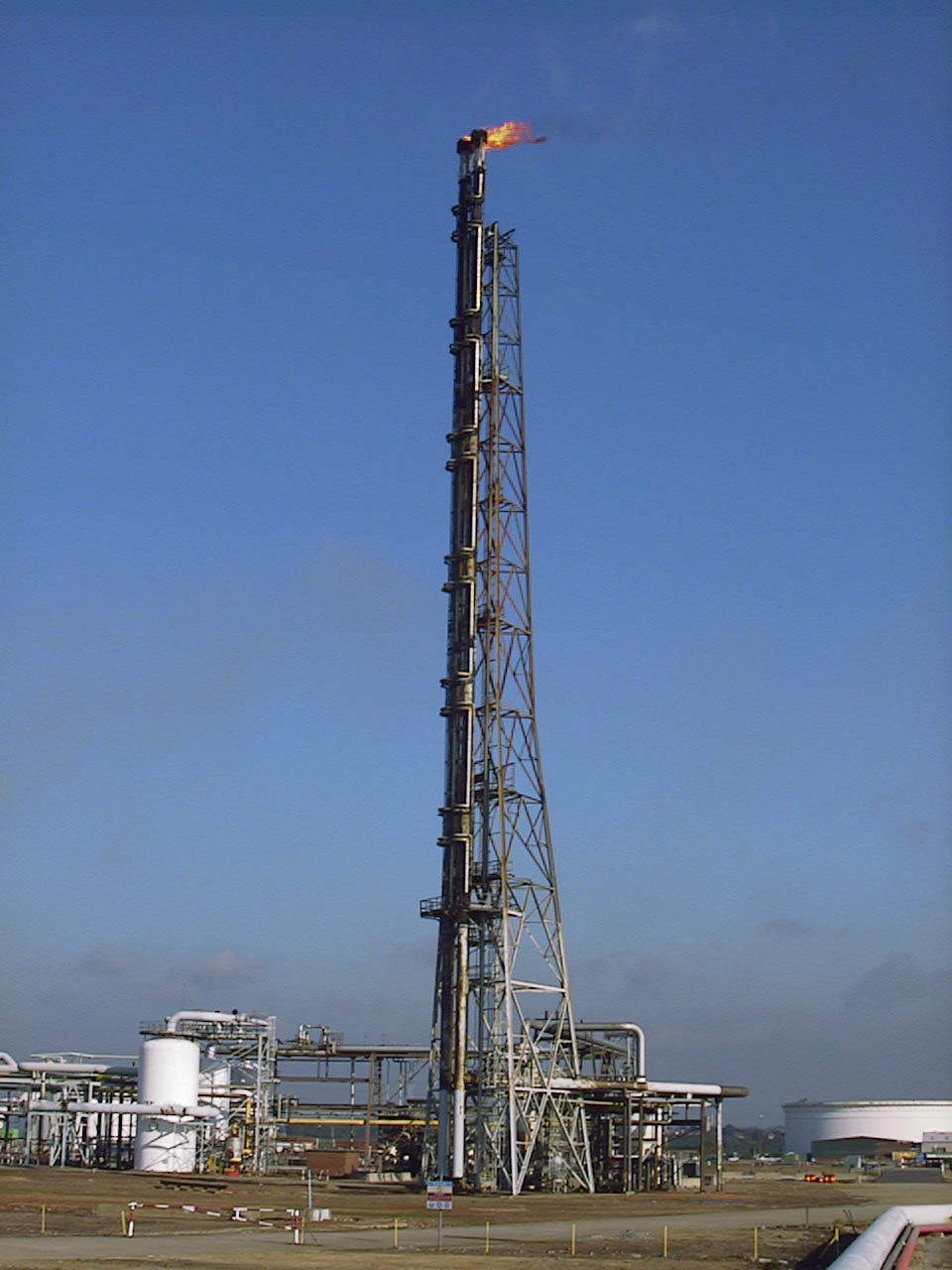
Chaminé de queima de gases, também chamada de flare stack, na refinaria de en na Inglaterra

Uma chama de gás, também conhecida do Inglês em tradução livre como chaminé de flare, braço de flare, flare de solo ou poço de flare, é um dispositivo de combustão de gás usado em locais como refinarias de petróleo, plantas químicas e plantas de processamento de gás natural, locais de extração de petróleo ou gás com poços de petróleo, poços de gás, plataformas offshore de petróleo e gás e aterros sanitários.
Em plantas industriais, essas chaminés são usadas principalmente para queimar gás inflamável liberado por válvulas de segurança durante sobrepressão não planejada de equipamentos. Durante partidas e paradas de plantas ou partes delas, elas também são frequentemente usadas para a combustão planejada de gases por períodos relativamente curtos.
Em locais de extração de petróleo e gás, os flares são usadas de forma similar para uma variedade de propósitos de partida, manutenção, testes, segurança e emergência. Em uma prática conhecida como queima de produção [en], elas também podem ser usadas para descartar grandes quantidades de gás associado ao petróleo [en] indesejado, possivelmente durante toda a vida útil de um poço de petróleo.

## Sistema geral deflareem plantas industriais

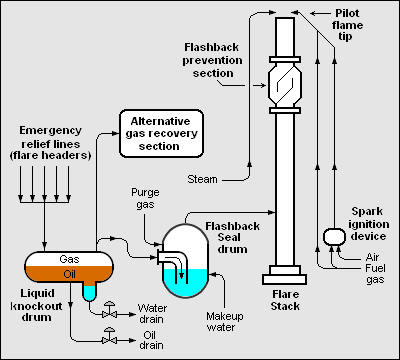
Diagrama esquemático de fluxo de um sistema geral de flare stack vertical elevada em uma planta industrial.

Quando equipamentos de plantas industriais estão sobrepressurizados, a válvula de alívio de pressão [en] é um dispositivo de segurança essencial que libera automaticamente gases e, às vezes, líquidos. Essas válvulas de alívio de pressão são exigidas por códigos e padrões de projeto industrial, bem como por lei.
Os gases e líquidos liberados são direcionados através de grandes sistemas de tubulações chamados headers de flare para uma chaminé de flare vertical elevada. Os gases liberados são queimados à medida que saem das flare stacks. O tamanho e o brilho da chama resultante dependem da taxa de fluxo do material inflamável em joules por hora (ou btu por hora).
A maioria das chamas de plantas industriais possui um separador vapor-líquido (também conhecido como tambor de separação) para remover qualquer grande quantidade de líquido que possa acompanhar os gases aliviados.
Vapor é frequentemente injetado na chama para reduzir a formação de fumaça preta. Quando muito vapor é adicionado, pode ocorrer uma condição conhecida como "sobre-vaporização", resultando em menor eficiência de combustão e maiores emissões. Para manter o sistema de flare funcional, uma pequena quantidade de gás é queimada continuamente, como uma luz piloto, para que o sistema esteja sempre pronto para seu propósito principal como sistema de segurança contra sobrepressão.
O diagrama de fluxo adjacente descreve os componentes típicos de um sistema geral de flare industrial:
- Um tambor de separação para remover qualquer óleo ou água dos gases aliviados. Pode haver vários tambores de separação: tambores de alta e baixa pressão recebendo fluxo de alívio de equipamentos de alta e baixa pressão. Um tambor de alívio a frio segregado do sistema de alívio úmido devido ao risco de congelamento.
- Um tambor de selo de água para prevenir qualquer retrocesso da chama do topo da chaminé.
- Um sistema alternativo de recuperação de gás para uso durante partidas e paradas parciais da planta, bem como em outros momentos quando necessário. O gás recuperado é direcionado para o sistema de gás combustível da planta industrial geral.
- Um sistema de injeção de vapor para fornecer uma força de momento externa usada para misturar eficientemente o ar com o gás aliviado, promovendo uma queima sem fumaça.
- Uma chama piloto (com seu sistema de ignição) que queima o tempo todo para estar disponível para inflamar os gases aliviados quando necessário.[9]
- A chaminé de flare, incluindo uma seção de prevenção de retrocesso na parte superior.

O esquema mostra uma ponta de flare de tubulação. A ponta de flare pode ter várias configurações:
- uma ponta de flare de tubulação simples
- uma ponta sônica – pressão a montante > 5 bar
- uma ponta de múltiplos bicos, sônica ou subsônica
- uma ponta Coandă – uma ponta perfilada usando o Efeito Coandă para arrastar ar para o gás e melhorar a combustão.[10]

### Altura da chaminé
A altura de uma flare stack é determinada pela radiação térmica permissível ou tolerável para equipamentos ou pessoal expostos. Para exposição contínua de pessoal usando roupas industriais apropriadas, um nível máximo de radiação de 1,58 kW/m² (500 Btu/h.ft²) é recomendado. Níveis mais altos são permitidos, mas por tempos de exposição reduzidos:
- 4,73 kW/m² (1500 Btu/h.ft²) limitaria a exposição a 3 a 4 minutos
- 6,31 kW/m² (2000 Btu/h.ft²) limitaria a exposição a 30 segundos.[11]

## Flaresde solo
Flares de solo são projetados para esconder a chama da vista e reduzir a radiação térmica e o ruído. Eles consistem em uma caixa ou cilindro de aço revestido com material refratário. São abertos no topo e têm aberturas ao redor da base para permitir a entrada de ar de combustão. Podem ter uma matriz de múltiplas pontas de flare para espalhar a chama pela seção transversal do flare. São geralmente usados em áreas ambientalmente sensíveis e têm sido usados offshore em instalações de produção flutuante, armazenamento e descarregamento (FPSOs).

## Flaresde produção de petróleo bruto

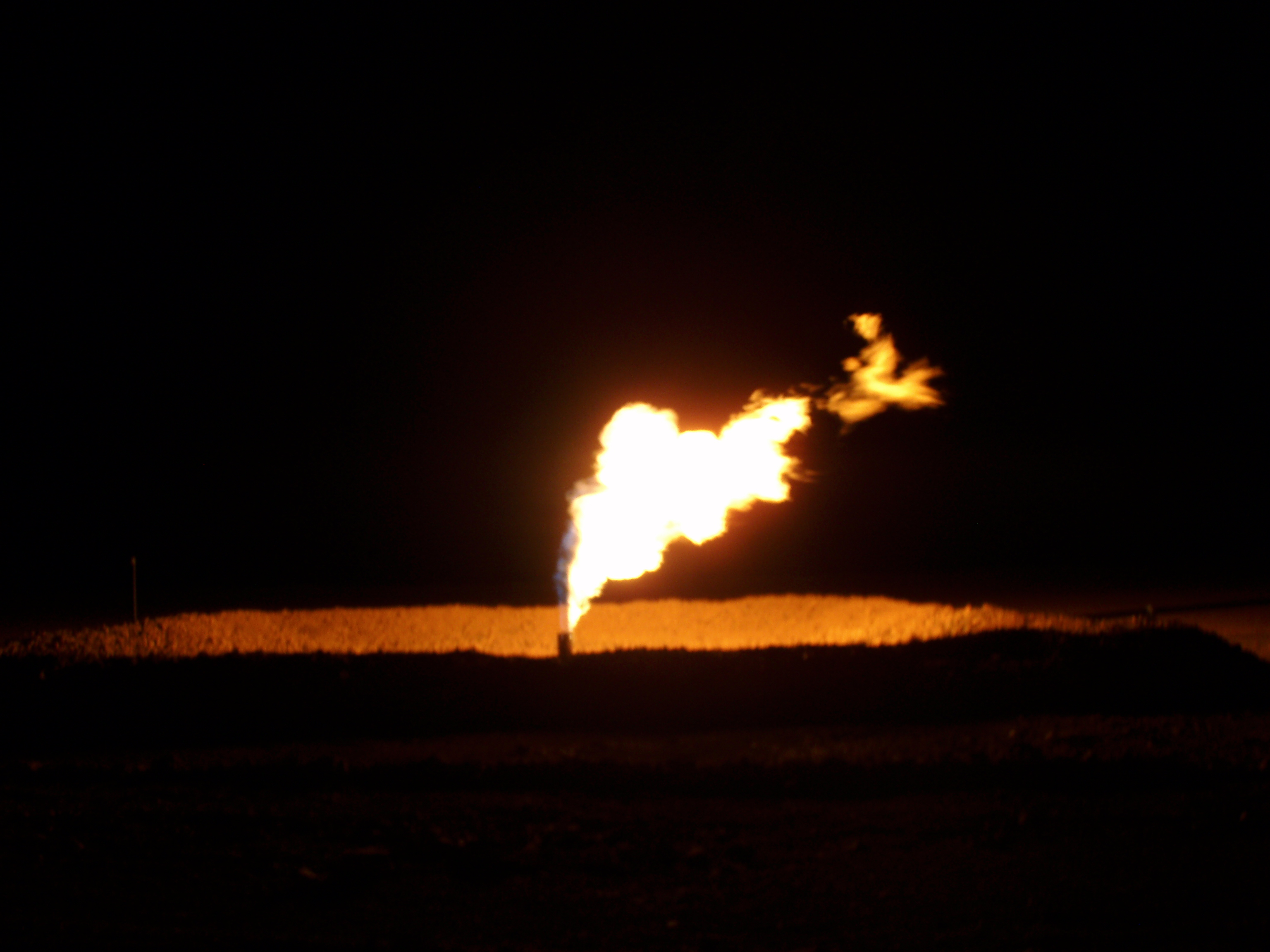
Queima de gás ao nível do solo em Dakota do Norte

Quando o petróleo bruto é extraído e produzido de poços de petróleo, o gás natural bruto associado ao petróleo também é trazido à superfície. Especialmente em áreas do mundo sem dutos e outra infraestrutura de transporte de gás, grandes quantidades desse gás associado [en] são comumente queimadas como gás residual ou inutilizável. A queima de gás associado pode ocorrer no topo de uma chaminé vertical ou em um flare ao nível do solo em um poço. Preferencialmente, o gás associado é reinjetado no reservatório, o que o preserva para uso futuro enquanto mantém uma maior pressão no poço e a produtividade do petróleo bruto.
Avanços no monitoramento por satélite, juntamente com relatórios voluntários, revelaram que cerca de 150 × 10⁹ metros cúbicos de gás associado têm sido queimados globalmente a cada ano desde pelo menos meados da década de 1990 até 2020. Em 2011, isso equivalia a cerca de 25% do consumo anual de gás natural nos Estados Unidos ou cerca de 30% do consumo anual de gás na União Europeia. A valor de mercado, essa quantidade de gás—a um valor nominal de US$5,62 por 1000 pés cúbicos—valeria US$29,8 bilhões. Além disso, o desperdício é uma fonte significativa de emissões de dióxido de carbono (CO₂) e outros gases de efeito estufa.

## Flaresde biogás

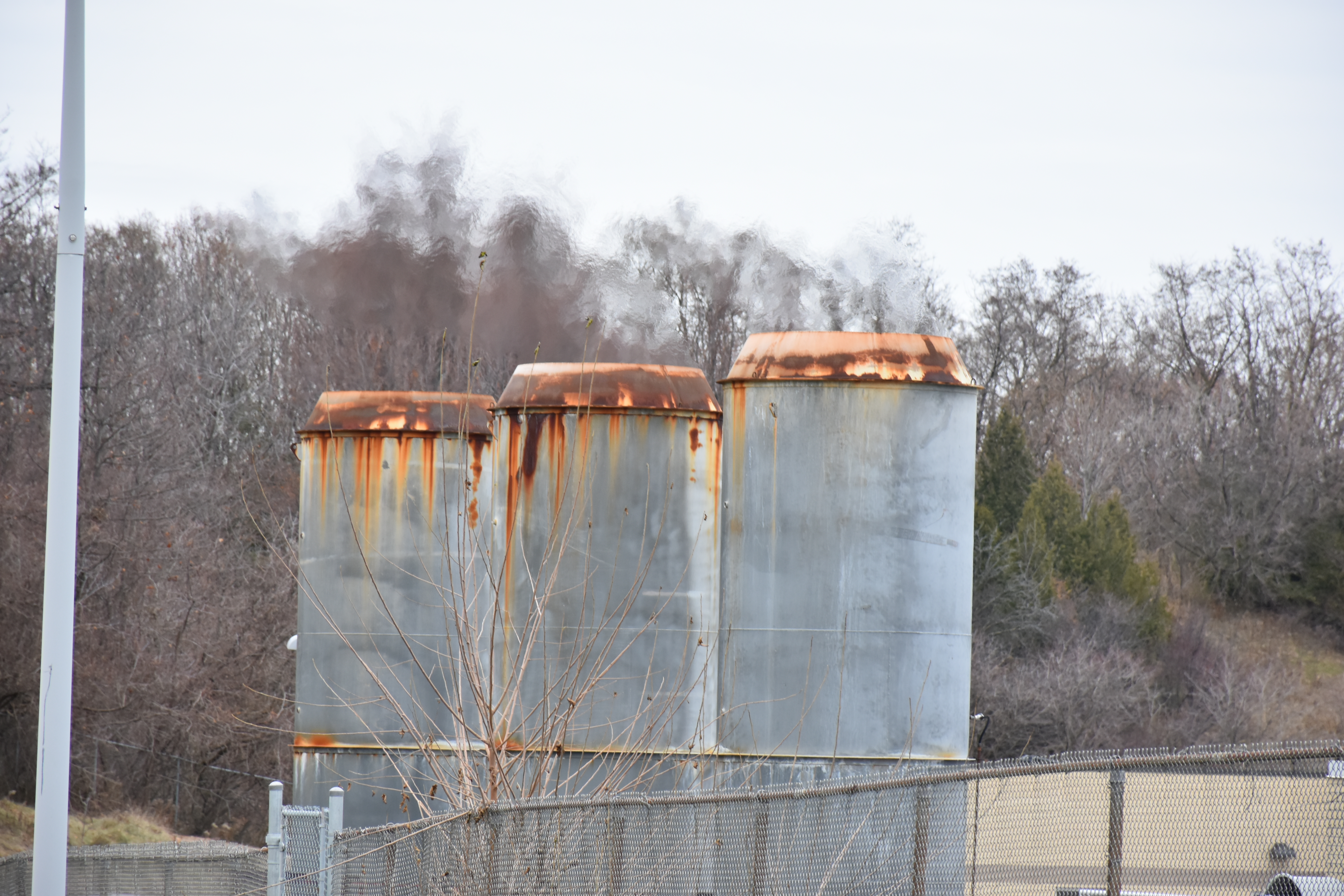
Chamas de gás inflamando biogás de digestores de lodo de esgoto em uma estação de tratamento de esgoto em Ontário, Canadá.

Uma importante fonte de metano antropogênico vem do tratamento e armazenamento de material de resíduo orgânico [en], incluindo águas residuais, resíduos animais e aterros. Chamas de gás são usadas em qualquer processo que resulte na geração e coleta de biogás, como resultado elas são um componente padrão de uma instalação para controlar a produção de biogás. Elas são instaladas em aterros sanitários, estações de tratamento de águas residuais e plantas de digestão anaeróbica que usam resíduos orgânicos [en] de origem agrícola ou doméstica para produzir metano para uso como combustível ou para aquecimento.
Chamas de gás em sistemas de coleta de biogás são usadas se as taxas de produção de gás não forem suficientes para justificar o uso em qualquer processo industrial. No entanto, em uma planta onde a taxa de produção de gás é suficiente para uso direto em um processo industrial que poderia ser classificado como parte da economia circular, e que pode incluir a geração de eletricidade [en], a produção de biogás de qualidade de gás natural para combustível veicular ou para aquecimento em edifícios, secagem de combustível derivado de resíduos ou tratamento de lixiviado, as chamas de gás são usadas como um sistema de backup durante o tempo de inatividade para manutenção ou falha do equipamento de geração. Neste último caso, a geração de biogás normalmente não pode ser interrompida, e uma chama de gás é empregada para manter a pressão interna no processo biológico.
Existem dois tipos de chamas de gás usadas para controlar biogás: abertas ou fechadas. Chamas abertas queimam a uma temperatura mais baixa, menos de 1000 °C, e são geralmente mais baratas que as chamas fechadas, que queimam a uma temperatura de combustão mais alta e são geralmente fornecidas para atender a um tempo de residência específico de 0,3 s dentro da chaminé para garantir a destruição completa dos elementos tóxicos contidos no biogás. A especificação da chama geralmente exige que as chamas fechadas operem entre 1000 °C e 1200 °C; isso para garantir uma eficiência de destruição de 98% e evitar a formação de NOx.

## Impactos ambientais

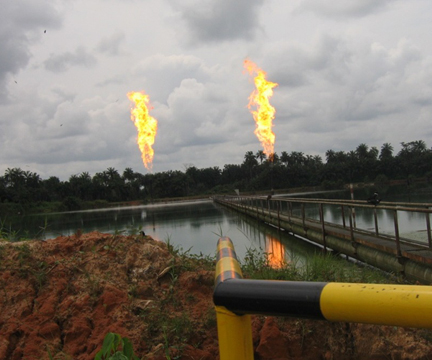
Queima de gás associado em um local na Nigéria.

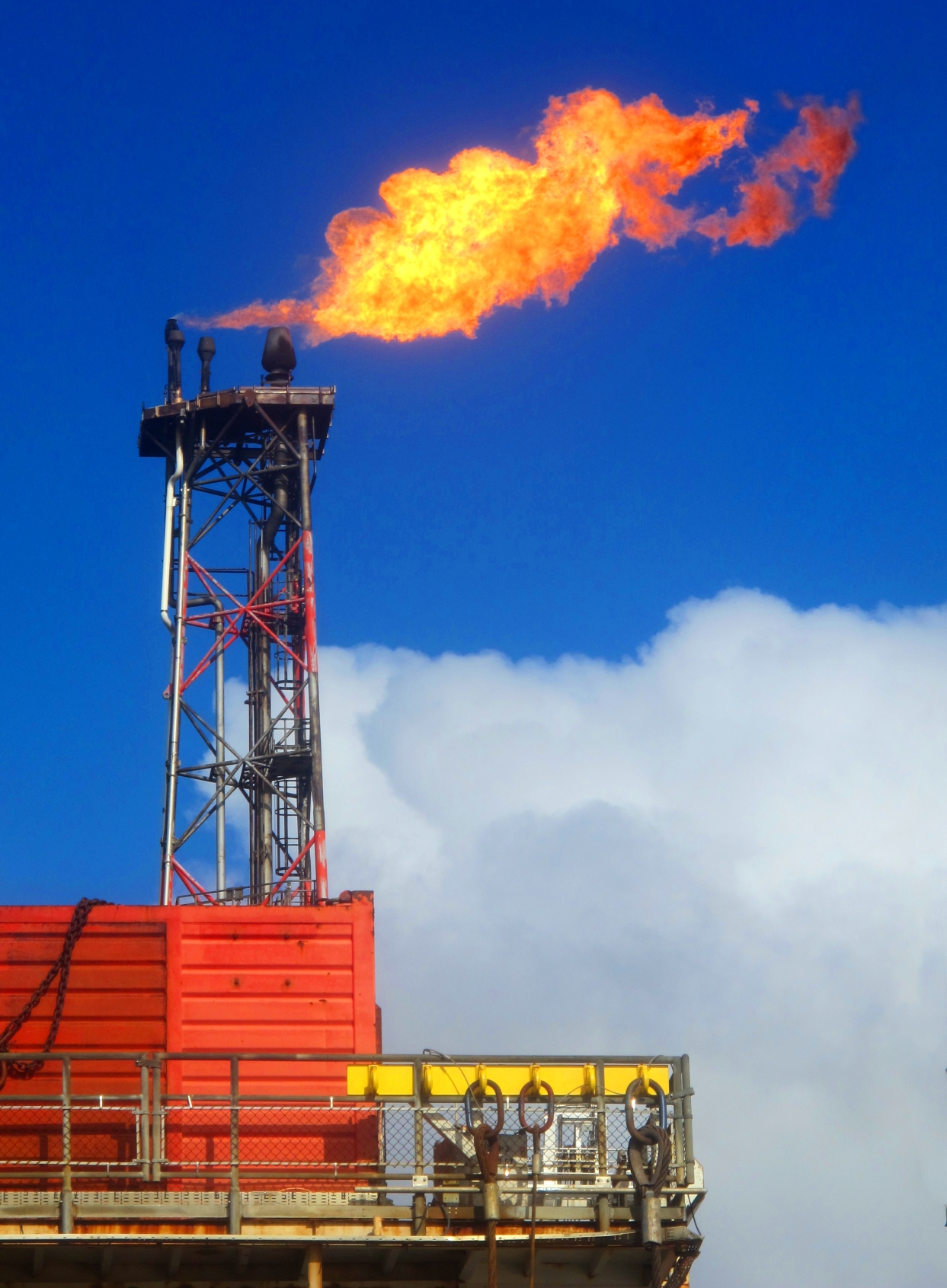
Queima de gases de uma plataforma de petróleo no en

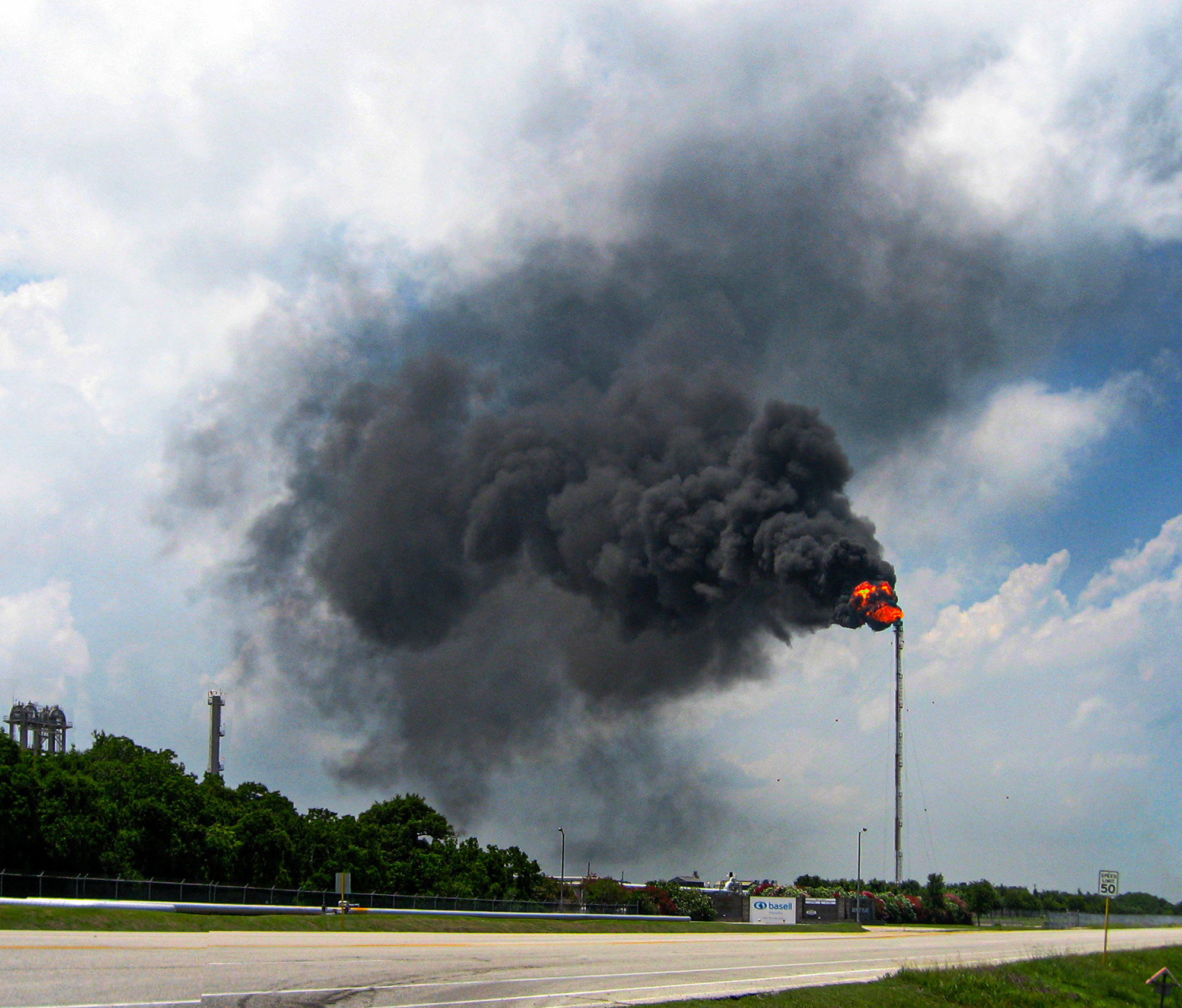
Flare no distrito industrial de Bayport, Condado de Harris, Texas

O gás natural que não é queimado por uma chama é ventilado para a atmosfera como metano. O potencial de aquecimento global estimado do metano é 28-36 vezes maior que o do CO₂ ao longo de um século, e 84-87 vezes maior ao longo de duas décadas. A queima de gás natural produz CO₂ e muitos outros compostos, dependendo da composição química do gás natural e de quão bem ele queima na chama. Portanto, na medida em que as chamas de gás convertem metano em CO₂ antes de ser liberado na atmosfera, elas reduzem a quantidade de aquecimento global que ocorreria de outra forma.
As emissões de queima contribuíram para 270 Mt (megatoneladas) de CO₂ em 2017, e a redução das emissões de queima é considerada um componente importante para conter o aquecimento global. Um número crescente de governos e indústrias se comprometeram a eliminar ou reduzir a queima. O Compromisso Global de Metano assinado na COP26, no qual 111 nações se comprometeram a reduzir as emissões de metano em pelo menos 30% dos níveis de 2020 até 2030, também está desempenhando um papel no aumento do foco global sobre o metano.
Fumaças nocivas adicionais emitidas pela queima podem incluir hidrocarbonetos aromáticos (benzeno, tolueno, xilenos) e benzo(a)pireno, que são conhecidos por serem cancerígenos. Um estudo de 2013 descobriu que as chamas de gás contribuíram com mais de 40% do carbono negro depositado no Ártico.
A queima pode afetar a vida selvagem ao atrair pássaros e insetos para a chama. Aproximadamente 7.500 pássaros canoros migratórios foram atraídos e mortos pela chama no terminal de gás natural liquefeito em Saint John, New Brunswick, Canadá, em 13 de setembro de 2013. Incidentes similares ocorreram em chamas em instalações offshore de petróleo e gás. Sabe-se que mariposas são atraídas por luzes. Um folheto publicado pelo Secretariado da Convenção sobre Diversidade Biológica descrevendo a Iniciativa Global de Taxonomia relata uma situação em que "um taxonomista trabalhando em uma floresta tropical notou que uma chama de gás em uma refinaria de petróleo estava atraindo e matando centenas dessas mariposas-falcão ou esfingídeas. Ao longo dos meses e anos em que a refinaria estava operando, um vasto número de mariposas deve ter sido morto, sugerindo que plantas não puderam ser polinizadas em uma grande área da floresta".

### Efeitos adversos à saúde
Chamas liberam vários produtos químicos, incluindo: benzeno, particulados, óxidos de nitrogênio [en], metais pesados, carbono negro e monóxido de carbono. Vários desses poluentes estão correlacionados com parto prematuro e redução do peso ao nascer [en] dos recém-nascidos. Segundo um estudo de 2020, mulheres grávidas vivendo perto de poços de gás natural e petróleo com queima relataram um aumento de 50% na taxa de parto prematuro. Chamas podem emitir metano e outros compostos orgânicos voláteis, bem como dióxido de enxofre e outros compostos de enxofre, que são conhecidos por exacerbar asma e outras doenças respiratórias.
Um estudo de 2021 descobriu que um aumento de 1% na queima de gás natural aumenta a taxa de hospitalização relacionada a problemas respiratórios em 0,73%.